# Nadia Mattivi
Nadia Mattivi (Trento, 2 maggio 2000) è una hockeista su ghiaccio italiana, di ruolo difensore.
Anche il fratello maggiore Luca è un giocatore di hockey su ghiaccio.

## Carriera
Cresciuta a Baselga di Piné, ha esordito giovanissima in EWHL, nelle file dell'EV Bozen Eagles, durante la stagione 2013-2014, e nella stagione successiva anche in campionato.
Ha giocato ininterrottamente con la compagine bolzanina fino all'estate del 2017, raccogliendo 98 presenze tra campionato italiano, EWHL ed EWHL Super Cup.
Ha giocato la stagione 2017-2018 in Svezia, con il Linköpings HC Dam, che chiuse il campionato con una sconfitta in finale contro il Luleå.
Fece poi ritorno a Bolzano, per motivi di studio. Con le Eagles ha giocato un solo incontro, nel mese di ottobre 2018 in EWHL contro le Lakers Kärnten, giocando perlopiù nel campionato maschile Under-19 con la maglia del Valdifiemme JTH U19. La FISG le diede poi l'autorizzazione, nonostante le rimostranze della società altoatesina, a giocare la seconda fase della regular season ed i play-off del campionato femminile con la maglia dell'Alleghe Girls, con cui ha vinto il titolo.
Nell'estate successiva si è trasferita negli Stati Uniti, per disputare il campionato NCAA con la Boston University: è la seconda giocatrice italiana, dopo Giulia Mazzocchi tra il 2012 ed il 2015, a disputare il campionato universitario statunitense. Dopo quattro stagioni a Boston, durante i quali è stata capitana, è tornata nel massimo campionato svedese, questa volta con la maglia del Luleå HF.

## Palmarès

### Club
- Campionato italiano femminile: 4

EV Bozen Eagles: 2014-2015, 2015-2016, 2016-2017
Alleghe Girls: 2018-2019
- EWHL: 2

EV Bozen Eagles: 2013-2014, 2016-2017

### Nazionale
- Campionato del mondo - I Divisione B: 1

2018

#### Giovanili
- Campionato del mondo U18 - I Divisione B: 1

2017